# Димитър Топалов
Димитър Топалов е бивш български футболист, вратар.
Роден е на 27 юни 1969 г. в Ботевград. Играл е за Балкан (Ботевград), Олимпик (Галата) (от 1997 – Олимпик (Тетевен), от 1999 – Олимпик-Берое), Ботев (Враца) и Берое. В А група е изиграл 27 мача. Има 3 мача за младежкия национален отбор.

## Статистика по сезони
- Балкан – 1987/пр. - Б група, 3 мача
- Балкан – 1987/88 – Б група, 11 мача
- Балкан – 1988/89 – В група, 17 мача
- Балкан – 1989/90 – В група, 21 мача
- Балкан – 1990/91 – В група, 24 мача
- Балкан – 1991/92 – В група, 27 мача
- Балкан – 1992/93 – В група, 28 мача
- Балкан – 1993/94 – В група, 30 мача
- Олимпик (Гал) – 1994/95 – В група, 29 мача
- Олимпик (Гал) – 1995/96 – Б група, 12 мача
- Олимпик (Гал) – 1996/97 – Б група, 28 мача
- Олимпик (Тет) – 1997/98 – А група, 19 мача
- Ботев (Враца) – 1998/99 – Б група, 24 мача
- Олимпик-Берое – 2000/пр. - А група, 3 мача
- Берое – 2000/ес. - А група, 5 мача
- Балкан – 2001/пр. - В група, 16 мача
- Балкан – 2001/02 – В група, 23 мача